# Liste der Baudenkmale in Gorleben
In der Liste der Baudenkmale in Gorleben sind alle Baudenkmale der niedersächsischen Gemeinde Gorleben aufgelistet. Die Quelle der Baudenkmale ist der Denkmalatlas Niedersachsen. Der Stand der Liste ist der 16. Februar 2021.

## Allgemein
In den Spalten befinden sich folgende Informationen:
- Lage: die Adresse des Baudenkmales und die geographischen Koordinaten. Kartenansicht, um Koordinaten zu setzen. In der Kartenansicht sind Baudenkmale ohne Koordinaten mit einem roten Marker dargestellt und können in der Karte gesetzt werden. Baudenkmale ohne Bild sind mit einem blauen Marker gekennzeichnet, Baudenkmale mit Bild mit einem grünen Marker.
- Bezeichnung: Bezeichnung des Baudenkmales
- Beschreibung: die Beschreibung des Baudenkmales. Unter § 3 Abs. 2 NDSchG werden Einzeldenkmale und unter § 3 Abs. 3 NDSchG Gruppen baulicher Anlagen und deren Bestandteile ausgewiesen.
- ID: die Objekt-ID des Baudenkmales
- Bild: ein Bild des Baudenkmales, ggf. zusätzlich mit einem Link zu weiteren Fotos des Baudenkmals im Medienarchiv Wikimedia Commons. Wenn man auf das Kamerasymbol klickt, können Fotos zu Baudenkmalen aus dieser Liste hochgeladen werden:

## Gorleben

### Ehemalige Gruppen baulicher Anlagen in Gorleben
| Lage                                                           | Bezeichnung | Beschreibung                      | ID | Bild |
| -------------------------------------------------------------- | ----------- | --------------------------------- | -- | ---- |
| Hakenstraße 1, 2 53° 2′ 57″ N, 11° 21′ 18″ O                   | Hakenstraße | zwei Wohn- und Wirtschaftsgebäude |    | BW   |
| Hauptstraße 16, 17, 18, 19, 20, 21 53° 2′ 50″ N, 11° 21′ 31″ O | Hauptstraße | fünf Hofstellen                   |    | BW   |

### Einzeldenkmale in Gorleben
| Lage                                       | Bezeichnung                                | Beschreibung | ID       | Bild |
| ------------------------------------------ | ------------------------------------------ | --- | -------- | ---- |
| Elbstraße 2 53° 2′ 58″ N, 11° 21′ 24″ O    | Wohn- und Wirtschaftsgebäude               | Inschrift am Sturz des Dielentors des ehemaligen Wirtschaftsgiebels: ‚JÜRGEN HINRICH SCHRAMP; ZIZILLIA MARGARETA MEIERS/ ANNO 1769, DEN 3 JUNI‘. | 30845772 | BW   |
| Forsthausweg 2 53° 3′ 0″ N, 11° 21′ 19″ O  | ehem. Forsthaus (Wohn-/Wirtschaftsgebäude) | Vollständig zu Wohnzwecken ausgebaut. Ersatzbau eines wohl 1772 abgebrannten, gräflichen Forsthauses. Inschrift am Hauptbalken: ‚Erbaue was zerstöhret ist und was die gluht verzehret hat. Erbaut 1772. So würden wir von neuen Uns deiner güte freuen Und ehren dankbar deine hand.‘ | 30845754 | BW   |
| Hauptstraße 18 53° 2′ 49″ N, 11° 21′ 30″ O | Wohn-/Wirtschaftsgebäude                   | Aufwändig erhaben geschnitzte Inschrift am Hauptbalken sowie am Dielentorsturz mit Datierung ‚Anno 1791‘ sowie angestücktem Balken mit Inschrift ‚Umgebaut Anno 1899‘. | 30845660 | BW   |
| Burgstraße 53° 2′ 52″ N, 11° 21′ 33″ O     | Kapelle                                    | Die Kapelle Gorleben ist ein kleiner Saalbau in Fachwerk mit Backsteinausfachung unter Satteldach in Hohlpfannendeckung. Dachreiter unter Pyramidendach in Schieferdeckung über dem Westgiebel. 1873 unter Verwendung älterer Gefügeteile errichtet.                                   | 30845717 |      |

## Meetschow

### Einzeldenkmale in Meetschow
| Lage                                     | Bezeichnung                       | Beschreibung | ID       | Bild           |
| ---------------------------------------- | --------------------------------- | --- | -------- | -------------- |
| Ortsmitte 53° 2′ 56″ N, 11° 23′ 18″ O    | Kapelle mit umgebenen Baumbestand | Die Dorfkirche Meetschow ist ein schlichter Saalbau in Fachwerk mit Backsteinausfachung auf Backsteinsockel unter Satteldach in Hohlpfannendeckung mit Halbwalm am Ostgiebel. Kleiner Sakristei-Anbau unter eigenem Satteldach im Osten. Dachreiter unter Pyramidendach in Schieferdeckung über dem Westgiebel. Rundbogenfenster mit Bogen-Stürzen in Fachwerk. Errichtet wohl 1731 (Inschrift am östlichen Rähm der Sakristei), renoviert 1864 (Inschrift in Backstein über der Eingangstür). | 30845545 | Weitere Bilder |
| Dorfstraße 4 53° 2′ 56″ N, 11° 23′ 18″ O | Baumbestand                       | Freifläche mit großen Eschen und Kastanien nahe der Kapelle. Alter Baumbestand, vermutlich spätestens 1864 gepflanzt. | 30845808 |                |

### Ehemalige Einzeldenkmale in Meetschow
| Lage                                       | Bezeichnung                                             | Beschreibung                                                                                          | ID | Bild |
| ------------------------------------------ | ------------------------------------------------------- | --- | -- | ---- |
| Ortsmitte 53° 2′ 55″ N, 11° 23′ 22″ O      | Gedenkstein mit Eiche                                   | |    |      |
| Deichstraße 5 53° 3′ 0″ N, 11° 23′ 19″ O   | Wohn- und Wirtschaftsgebäude                            | |    | BW   |
| Seegeniederung 53° 3′ 11″ N, 11° 23′ 33″ O | Reste des frühmittelalterlichen Burgwalls von Meetschow | Im Überschwemmungsgebiet der Seege befindet sich eine Geländeerhöhung. Hier stand vor 1900 eine Burg. |    |      |